# مطار طاطا
مطار طاطا هو مطار بني حديثاً ومن المتوقع أن يخدم مدينة طاطا بجهة سوس ماسة بالمغرب.

## تاريخ
يناير 2015: اجتماع بعمالة إقليم طاطا لدراسة إمكانية فتح المطار في وجه الملاحة الجوية.